# Geokichla leucolaema
Geokichla leucolaema là một loài chim trong họ Turdidae.